# Адолф фон Шел
Адолф фон Шел (на немски: Adolf von Schell) е немски офицер служил по време на Първата и Втората световни войни.

## Биография

### Ранен живот и Първа световна война (1914 – 1918)
Адолф фон Шел е роден в Магдебург, Германия на 21 август 1893 г. През 1914 г. служи като фаненюнкер в 57-и пехотен полк. Участва в Първата световна война.

#### Междувоенен период
След нея е част от „Доброволческите отряди“ (Freikorps) и служи в Райхсвера. Заема длъжност на щабен офицер в ОКХ. През лятото на 1930 г. постъпва в пехотното училище във форт Бенинг, Джорджия, САЩ. През юни 1931 г. завършва обучението с отличен резултат. През 1933 г. е публикувана книгата му Battle Leadership.

### Втора световна война (1939 – 1945)
В периода 1938 – 1942 г., като част от Четиригодишния план, е комисар по транспорта, а между 1940 – 1943 г. е инспектор по моторизирането на армията. Същевременно е и заместник-министър към министерството на транспорта. Вследствие на машинации е свален от поста. Между 1 януари и 15 ноември 1943 г. командва 25-а танкова дивизия. Разболява се тежко и след това не получава ново назначение. Освободен е от служба в края на 1944 г. и се пенсионира във Хановер.